# Кастана
Кастана (итал. Castana) — коммуна в Италии, находится в регионе Ломбардия, в провинции Павия.
Население составляет 746 человек (2008), плотность населения составляет 144 чел./км². Занимает площадь 5 км². Почтовый индекс — 27040. Телефонный код — 0385.
Покровителем коммуны почитается святой апостол Андрей Первозванный, празднование 30 ноября.

## Демография
Динамика населения:

## Администрация коммуны
- Официальный сайт: http://www.comune.castana.pv.it/ Архивная копия от 14 июня 2009 на Wayback Machine